# Manómetro diferencial

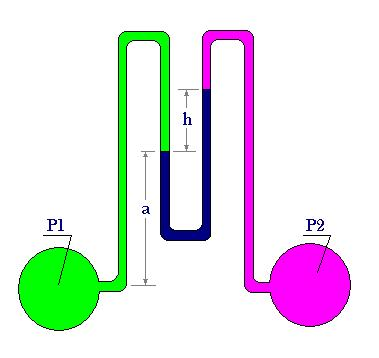
Esquema de un manómetro diferencial.

El manómetro diferencial mide la diferencia de presión manométrica entre dos puntos (P1 y P2) de allí su nombre. Su uso es muy frecuente en filtros en línea. De esta forma se puede observar fácilmente lo obturado que se encuentra el filtro midiendo la diferencia de presión entre la entrada y la salida del filtro.
Con base en la figura y suponiendo que los dos fluidos a comparar son líquidos de igual densidad se puede escribir la ecuación:
{\displaystyle \ {p_{1}}={p_{2}}-{\rho gh}-{\rho ga}+{\rho _{m}gh}+{\rho ga}}
que equivale a:
{\displaystyle \ {p_{1}}-{p_{2}}={gh(\rho _{m}-\rho )}}
Donde:
- {\displaystyle \ {\rho _{m}}} = densidad del líquido manométrico, generalmente se utiliza el mercurio

- {\displaystyle \ {\rho }} = densidad del fluido. Si se tratara de gas, el término {\displaystyle \ {\rho gh}} podría despreciarse.

La sensibilidad del manómetro es tanto mayor, cuanto menor sea la diferencia {\displaystyle \ {(\rho _{m}-\rho )}} 